# Lunca Mureșului Inferior (sit SPA)
Lunca Mureșului Inferior este o arie protejată (arie de protecție specială avifaunistică — SPA) din România întinsă pe o suprafață de 17.397,4 ha, integral pe uscat.

## Localizare
Situl se întinde pe teritoriul administrativ al municipiului Arad, pe cele ale orașelor Nădlac și Pecica și pe cele ale comunelor Șeitin, Felnac, Secusigiu, Semlac și Zădăreni din județul Arad; și pe cele ale comunelor Cenad, Periam, Sânpetru Mare și Saravale și pe cel al orașului Sânnicolau Mare din județul Timiș. Centrul sitului Lunca Mureșului Inferior este situat la coordonatele 46°08′07″N 20°59′19″E / 46.135169°N 20.988678°E.
C

## Înființare
Situl Lunca Mureșului Inferior a fost declarat arie de protecție specială avifaunistică (ROSPA0069) în octombrie 2007 pentru a proteja 53 de specii de animale. Situl include ariile naturale Insula Mare Cenad, Insula Igriș, Parcul Natural Lunca Mureșului și Pădurea Cenad.

## Biodiversitate
Situată în ecoregiunea panonică, aria protejată nu include niciun habitat protejat.
La baza desemnării sitului se află mai multe specii protejate de  păsări (53): pescăruș albastru (Alcedo atthis), gârliță mare (Anser albifrons), fâsă-de-câmp (Anthus campestris), acvilă de câmp (Aquila heliaca), acvilă țipătoare mică (Aquila pomarina), stârc roșu (Ardea purpurea), rață roșie (Aythya nyroca), buhai de baltă (Botaurus stellaris), șorecar mare (Buteo rufinus), ciocârlie-cu-degete-scurte (Calandrella brachydactyla), caprimulg (Caprimulgus europaeus),  prundaș gulerat mic (Charadrius dubius), chirighiță-cu-obraz-alb (Chlidonias hybridus), barză albă (Ciconia ciconia), barză neagră (Ciconia nigra), erete de stuf (Circus aeruginosus), erete vânăt (Circus cyaneus), erete cenușiu (Circus pygargus), dumbrăveancă (Coracias garrulus), cioară de semănătură (Corvus frugilegus), cristeiul de câmp (Crex crex), ciocănitoarea de stejar (Dendrocopos medius), ciocănitoare de grădină (Dendrocopos syriacus), ciocănitoare neagră (Dryocopus martius), egretă albă (Egretta alba), egretă mică (Egretta garzetta), șoim dunărean (Falco cherrug), șoim de iarnă (Falco columbarius), vânturel de seară (Falco vespertinus), cufundar polar (Gavia arctica), codalb (Haliaeetus albicilla), acvilă pitică (Hieraaetus pennatus), piciorong (Himantopus himantopus), stârc pitic (Ixobrychus minutus), sfrâncioc roșiatic (Lanius collurio), sfrânciocul cu frunte neagră (Lanius minor), pescăruș râzător (Larus ridibundus), ciocârlie de pădure (Lullula arborea), ferestraș mic (Mergus albellus), prigoare (Merops apiaster), gaia neagră (Milvus migrans), stârc de noapte (Nycticorax nycticorax), viespar (Pernis apivorus), cormoran mare (Phalacrocorax carbo), cormoran mic (Phalacrocorax pygmeus), bătăuș (Philomachus pugnax), ciocănitoare verzuie (Picus canus), lopătar (Platalea leucorodia), ciocântors (Recurvirostra avosetta), lăstun de mal (Riparia riparia), chiră de baltă (Sterna hirundo), silvie porumbacă (Sylvia nisoria), fluierar de mlaștină (Tringa glareola).
Pe lângă speciile protejate, pe teritoriul sitului au mai fost identificate 2 specii de plante, 1 specie de amfibieni, 9 specii de mamifere, 2 specii de nevertebrate, 2 specii de pești, 2 specii de reptile.